# Hektorjeva laterna
Hektorjeva laterna (znanstveno ime Lampanyctodes hectoris) je riba iz družine latern.  Ta vrsta je edina iz rodu Lampanyctodes, poimenovana pa je po škotskemu naravoslovcu, geologu in kirurgu Jamesu Hectorju.
Hektorjeva laterna je zelo razširjena vrsta, ki poseljuje tropske vode jugovzhodnega Atlantika, pa tudi zahodnega in vzhodnega Pacifika. Pogosta je v vodah Avstralije, Nove Zelandije in Čila. Je ena redkih vrst latern, ki poseljuje plitve vode, tam pa je tudi ena najbolj pogostih vrst, ki se pojavlja v velikem številu. Predstavlja srednji člen prehranjevalne verige kontinentalnega pobočja. Pogostost te ribje vrste je posledica pogoste drsti, saj se pozimi drsti večkrat, da mladice izkoristijo pomladno cvetenje krila.
V dolžino odrasli primerki zrastejo do 7 cm.
V Južni Afriki predstavlja hektorjeva laterna gospodarsko pomembno vrsto rib. Lovijo jo z mrežami za predelavo v ribjo moko ter za pridobivanje ribjega olja. Najvišji zabeleženi ulov je dosegel 42.400 ton